# 중항열
중항 열(中行說, ? ~ ?)은 중국 전한 전기의 환관으로, 연나라 사람이다. 훗날 흉노의 노상선우의 측근이 되었다.

## 약력
당시 한 왕조는 황제의 자리를 노리던 여씨(呂氏) 일족이 멸망한 뒤에도 한 조정을 위협하는 많은 불평분자들이 여전히 존재했고, 그들을 진정시키기는 동안 외부 항쟁은 피해야 했다. 한의 문제는 흉노와 화친을 맺고는 선우에게 한의 황족의 딸을 시집보내면서, 중항열을 시종으로 함께 보냈다.
중항열은 흉노의 나라에 가기를 거부했지만 한 조정은 그를 강제로 한에 보냈고, 이에 한 조정에 큰 원한을 품게 된 중항열은 “내 반드시, 한의 재앙이 되리라”라는 말을 남겼다. 흉노에 도착한 중항열은 그대로 흉노에 귀순해, 당시의 선우였던 노상선우에게 청원해 그의 측근이 되었고, 한에서 보내오는 비단이나 음식 같은 물품을 받는 것이 흉노에게 오히려 불리한 일임을 노상선우에게 설파하면서 흉노가 원하는 것은 한을 쳐서 약탈해 오면 된다고 선우에게 한 침공을 부추겼다.
또한 선우의 측근에게 글자와 셈법을 가르쳐 사람과 가축의 수를 파악하게 했으며, 흉노가 한에 보내는 문서의 양식과 문체도 흉노가 더 상위에 있도록 바꾸었다.
이후 흉노로 온 한의 사신에게도 한 조정에 대한 쓴소리를 늘어놓으며, 사신이 무엇을 말하든 듣지 않는다는 자세를 관철하였다. 이에 따라 흉노의 한 침공은 다시 심화되었고, 이것은 중항열이 말했던 “한의 재앙”이 되었다.
노상선우가 죽은 뒤에도 그 후계자 군신선우를 섬겼다.

## 참고 문헌
- 사마천, 《사기》 권110 흉노열전
- 반고, 《한서》 권94상 흉노전 上